# Nemesbőd, Vas
Nemesbőd  este un sat în districtul Szombathely, județul Vas, Ungaria, având o populație de 634 de locuitori (2011). 

## Demografie
Componența etnică a satului Nemesbőd
     Maghiari (98,16%)
     Români (1,29%)
     Germani (0,55%)
Componența confesională a satului Nemesbőd
     Romano-catolici (67,35%)
     Reformați (1,89%)
     Fără religie (1,26%)
     Necunoscută (28,39%)
     Alte religii (1,1%)
Conform recensământului din 2011, satul Nemesbőd avea 634 de locuitori. Din punct de vedere etnic, majoritatea locuitorilor (98,16%) erau maghiari, cu o minoritate de români (1,29%).  Din punct de vedere confesional, majoritatea locuitorilor (67,35%) erau romano-catolici, existând și minorități de reformați (1,89%) și persoane fără religie (1,26%). Pentru 28,39% din locuitori nu este cunoscută apartenența confesională.